# Макловина
Маклови́на, или патаго́ния (лат. Eleginops maclovinus) — морская и солоноватоводная, донная, прибрежная рыба из семейства патагониевых (Eleginopidae) отряда окунеобразных (Perciformes). Единственный вид рода патагоний (Eleginops) и семейства патагониевых. Впервые была описана как Eleginus maclovinus в 1830 году французским натуралистом Жоржем Кювье (фр. Jean Léopold Nicolas Frédéric Cuvier; 1769—1832). Ранее макловину включали в состав семейства нототениевых (Nototheniidae).
Крупная рыба, распространённая за пределами Антарктики у берегов Патагонии в Южной Америке и у Фолклендских островов. На юге Чили и Аргентины макловина (под именем «робало», róbalo) является объектом рекреационного и спортивного рыболовства. Прибрежный коммерческий промысел жаберными сетями и ставными неводами незначительный и не регулируется особыми правилами.

## Характеристика макловины
В первом спинном плавнике 6—9 гибких колючих лучей, во втором спинном плавнике 23—27 членистых лучей, в анальном плавнике 11—25 членистых луча, в грудном плавнике 22—25 лучей; в верхней части первой жаберной дуги 4—10 тычинок, в нижней части — 13—19 тычинок; туловищных позвонков — 19—22, хвостовых — 23—27.
Тело удлинённое, веретеновидное, несколько сжатое с боков, покрытое ктеноидной и псевдоциклоидной чешуёй. На голове чешуя мельче, чем на туловище, рыло и участки под глазами голые. Голова небольшая, содержится 5 раз в длине тела. Рыло короткое, тупо закруглённое. Глаза маленькие, горизонтальный диаметр орбиты содержится 6 раз в длине головы. Рот конечный, выдвижной, относительно маленький, задний край верхней челюсти находится впереди переднего края орбиты. Зубы имеются на челюстях. На нёбных костях и сошнике зубы отсутствуют. Два спинных плавника разделены узким междорсальным промежутком. Первый спинной плавник короткий, треугольный. Второй спинной плавник длинный, с более высокой передней лопастью. Анальный плавник по форме сходен со вторым спинном плавником и несколько короче его. Хвостовой плавник усечённый или слабо выемчатый. Боковая линия одна — дорсальная (изредка может встречаться вторая — короткая медиальная линия).
Общая окраска тела буровато-серая с синеватым отливом, с более тёмной спиной и серебристо-белой или серебристо-желтоватой брюшной частью. По бокам туловища, начиная от спины, проходят широкие тёмные полосы, исчезающие у вентральной части. Спинные плавники тёмно-серые, хвостовой плавник буроватый с желтоватым задним краем, грудные плавники серые, брюшные плавники белые, анальный плавник белый или буровато-серый.

## Распространение и батиметрическое распределение
Ареал вида характеризуется как периантарктический, то есть находящийся за пределами Антарктики. Рыбы распространены в зонах умеренного и субантарктического климата у берегов аргентинской и чилийской Патагонии, у Огненной Земли в Магеллановом проливе и проливе Бигль (самая южная точка распространения), а также у Фолклендских островов. На восточном побережье Южной Америки ареал тесно связан с холодным прибрежным Фолклендским течением, несущим охлаждённые антарктические воды, и простирается на север до широты Буэнос-Айреса и границы Аргентины с Уругваем (34° ю. ш.). На западном побережье континента макловина известна в зоне прибрежного антарктического Перуанского течения до широты чилийского порта Вальпараисо и реки Аконкагуа (33° ю. ш.). Макловина из континентальных популяций на крайнем юге Южной Америки населяет литораль до глубины 40 м, распреснённые эстуарии, заходит в устья рек во время приливов, порой поднимаясь по рекам в верховья более 20 километров от морского побережья, как в реке Вальдивия (Чили). Макловина, обитающая у Фолклендских островов, вероятно, ведёт более морской образ жизни и в основном распространена на глубинах более 40 м.

## Размеры
Рыбы крупного размера: самки достигают 85—90 см общей длины, самцы — 45—53 см. Расчисленная по результатам определения возраста и роста теоретическая максимальная длина рыб составляет 105 см.

## Образ жизни
Морские, эвригалинные, эвритермные, донно-придонные рыбы. Большая устойчивость к различной солёности, благодаря хорошо развитой осморегуляции, позволяет виду легко переходить из морской воды с солёностью около 30—34 промилле в опреснённую воду эстуариев и устьев рек с солёностью около 9—10 ‰, а также реки с пресной водой и возвращаться обратно в морскую среду. Всеядные рыбы, преимущественно бентофаги с тенденцией к хищничеству. Питаются в основном разнообразными донными и придонными беспозвоночными организмами — полихетами, ракообразными (главным образом гаммаридами), моллюсками (двустворчатыми и брюхоногими), а также растительной пищей (водоросли), насекомыми и мелкой рыбой. Молодь длиной 30—160 мм питается почти исключительно планктоном.
По типу размножения, в отличие от прочих нототениевидных рыб, являются протандрическими гермафродитами, у которых участвующие в нересте впервые созревающие молодые особи являются самцами, а рыбы более старших возрастных групп — самками. Рыбы функционируют как самцы в возрасте от двух до семи лет при общей длине от 16—19 до 45 см, самки созревают в возрасте 3—8 лет при общей длине 28—58 см. На юге Патагонии, у чилийского побережья, все рыбы длиной более 46 см являются самками, на Фолклендских островах самками являются все рыбы общей длиной более 54 см. Средняя расчисленная длина рыб, при которой 50 % всех особей претерпевают реверсию пола, в разных популяциях составляет от 30 до 36 см.
Нерест на юге Чили (вероятно единовременный) происходит в конце зимы — начале весны (Южного полушария), с пиком в сентябре, исключительно в распреснённых водах эстуариев. Опыты в аквакультуре по получению половых продуктов и инкубации икры показали, что основным стимулятором созревания рыб является вода пониженной солёности — около 12,3 ‰ и низкая температура около 8—10 °C. Самки откладывают икру в узкие углубления на песчаном дне береговых отмелей, образованные эрозионной деятельностью волн. У Фолклендских островов рыбы нерестятся главным образом весной и, вероятно, их нерестилища не связаны с зонами эстуариев, как у континентальных популяций. Икра мелкая — диаметром около 1,0—1,2 мм и, как показано для Фолклендских островов, пелагическая. Плодовитость довольно большая в сравнении с другими нототениевидными. По разным данным абсолютная плодовитость в южных континентальных популяциях колеблется в пределах 352 195—550 000 икринок, относительная плодовитость составляет около 284—330 икринок/г. У рыб от Фолклендских островов предполагается продолжительный порционный нерест на глубинах от 30 до 100 м и показана гораздо большая плодовитость: абсолютная — 1,1—7,3 млн икринок, относительная — 331—1334 икринок/г (в среднем 796). Эмбриональное развитие при средних температурах от 9,3 до 11,8 °C длится от 117 до 72 часов. Постэмбриональное развитие личинок при средней температуре около 10 °C продолжается около 10 дней
.
Максимальная продолжительность жизни, определённая по самке общей длиной 79 см, составляет 10 лет.